# (9108) Toruyusa
(9108) Toruyusa – planetoida z pasa głównego asteroid okrążająca Słońce w ciągu 4 lat i 15 dni w średniej odległości 2,54 j.a. Została odkryta 9 stycznia 1997 roku w obserwatorium w Ōizumi przez Takao Kobayashiego. Nazwa planetoidy pochodzi od Toru Yusy (ur. 1966), dyrektora planetarium i obserwatorium w Osaki. Przed nadaniem nazwy planetoida nosiła oznaczenie tymczasowe (9108) 1997 AZ6.